# Goner records
„Goner Records“ е независим музикален лейбъл и магазин за грамофонни плочи, основан през 1993 от Ерик Фридъл (на английски: Eric Friedl) от The Oblivians и Зак Айвс (на английски: Zac Ives) в Мемфис, Тенеси.
Лейбълът е популярен с пънк и гараж-рок музиката, която издава, както и с музикалния фестивал Gonerfest, който организират всяка година.

## Лейбълът
По време на второто издание на фестивала „Garage Shock“, Ерик Фридл гледа изпълнението на японската гараж-пънк група Guitar Wolf и им става фен. След този концерт Фридл се среща с групата и те му дават демо касети с уговорка да организира още няколко концерта на бандата в Мемфис. Въз основа на получените записи, Фридл решава да издаде техен албум, озаглавен „Wolf Rock!“. След този албум, Фридл започва да издава поредица от албуми на групата му – The Oblivians. От основаването на Goner Records, лейбълът издава банди, включително грамофонни плочи на Тай Сигал, Bad Times, King Louie Bankston, The King Khan & BBQ Show, Digital Leather, Box Elders, Harlan T. Bobo, The Reigning Sound, The Leather Uppers и много други.

## Магазинът
През 2004 г., Ерик Фридл и бизнес партньорът му Зак Айвс (фронтмен на бандата The Final Solutions) купуват музикален магазин за да допълни етикета Goner Records. Магазинът се намира на Young Avenue 2152, в Мемфис, на мястото на тогавашния Legba Records, независим музикален магазин, управлявана от Greg Cartwright, фронтмен на Reigning Sound. В магазинът може да се намери музика в различни формати, включително LP, CD, грамофонна плоча и аудиокасета.

## Фестивалът
През 2004 г., Фридл основана Gonerfest, който се превърна в ежегодно събитие в Мемфис за представяне на групи, които записват за Goner. Първият Gonerfest се провежда в продължение на три нощи през януари 2005 г. с музика на живо в местната таверна Buccaneer. Второто издание на Gonerfest се случва само девет месеца по-късно. Третият Gonerfest се състоя през 2006 г. в сградата Hi-Tone, известна през 1970 г. с кунг-фу доджо зала на Елвис Пресли.

## Дискография
- Oblivians, Impala, Impala/Oblivians split CS
- Guitar Wolf, Wolf Rock! LP
- Oblivians, Call The Shots 7
- King Louie The 69th & The Harahan Crack Combo, Little Girl 7
- Royal Pendletons, Smokin' 7
- Magnitude 3, Melvin 7
- Johnny Vomit & The Dry Heaves, Johnny Vomit & The Dry Heaves 7
- John Schooley And His One Man Band, Pretty Baby 7
- Reatards, Get Real Stupid 7
- Gasoline, Let's Go Harley 7
- Reatards, Teenage Hate LP/CD
- Bad Times, Bad Times LP
- Oblivians, On The Go LP
- Reatards, Live LP
- The Goner Records Cookbook – готварска книга
- The King Khan & BBQ Show, The King Khan & BBQ Show LP
- King Louie One Man Band, Chinese Crawfish LP/CD
- Dutch Masters, Dutch Masters 7
- Johnny Vomit & The Dry Heaves, Thanks For The Ride! 7
- Harlan T. Bobo, Too Much Love LP/CD
- Knaughty Knights, Death Has Come Over Me 7
- Reigning Sound, Live At Goner Records 6.26.05 LP/CD
- The Leather Uppers, Bright Lights LP/CD
- Jay Reatard, Hammer I Miss You 7
- Cococoma, 6 1/4 – 125 7
- Hipshakes, Not Oblivians 7
- The Leather Uppers, Ok, Don't Say Hi LP
- Boston Chinks, Johnson Smith Company 7
- The Oscars, Oscars 7
- Digital Leather, She Had A Cameltoe 7
- Jay Reatard, I Know a Place 7
- Final Solutions, Songs by Solutions LP/CD
- Harlan T. Bobo, I'm Your Man LP/CD
- HEAD, Spend the Night Alone/Killed by Death 7
- Carbonas, s/t LP/CD
- Cococoma, s/t LP/CD
- Ross Johnson, Make It Stop! CD
- Crowbar, Slade vs the Monkeys Booklet
- Digital Leather, „Sorcerer“ LP/CD
- Barbaras. „Summertime Road“ 7
- Eddy Current Suppression Ring, „Primary Colours“ LP/CD
- Тай Сигал „Lemons“ LP/CD
- Тай Сигал „Melted“ LP/CD